# لا تترك يدي
لا تترك يدي (بالتركية: Elimi Bırakma)‏ هو مسلسل دراما رومانسي تركي من بطولة ألينا بوز، آلب نوروز ودولوناي سويسيرت، صدر المسلسل على قناة تي أر تي 1 في الفترة من 22 يوليو 2018 حتى 24 ديسمبر 2019. المسلسل مقتبس من مسلسل ميراث رائع الكوري الجنوبي.